# Могилинець Наталія Володимирівна
Ната́лія Володи́мирівна Могилинець, більш відома як Міша Романова або Misha Romanova (нар. 3 серпня 1990, Херсон) — українська співачка та модель. Переможниця шоу Хочу до «ВІА Гри», колишня солістка гурту «ВІА Гра».

## Біографія
Наталя народилася в місті Херсон.
Закінчила 9 класів ОШ № 8 міста Херсон. Мала складнощі в спілкуванні з однолітками через заїкання. Лікарі порадили батькам віддати Наталію на уроки вокалу. Там вона відкрила здібності до співу.
У 2001 році вступила в дитячу вокальну студію ПК «Нафтовик» у рідному місті.
Співаючи в ансамблі, незабаром стала його солісткою і навість помічницею керівника студії. Почала брати участь в обласних і загальноукраїнських вокальних конкурсах, серед яких були «Маленькі зірки», «Карусель мелодій» та «Світ талантів», і займати призові місця. У 2007 році вступила в Київську муніципальну академію естрадного та циркового мистецтв, яку закінчила 2012 року. 
У 2018 році народила сина Мартіна. Ім'я батька дитини не розголошує.

## «ВІА Гра»

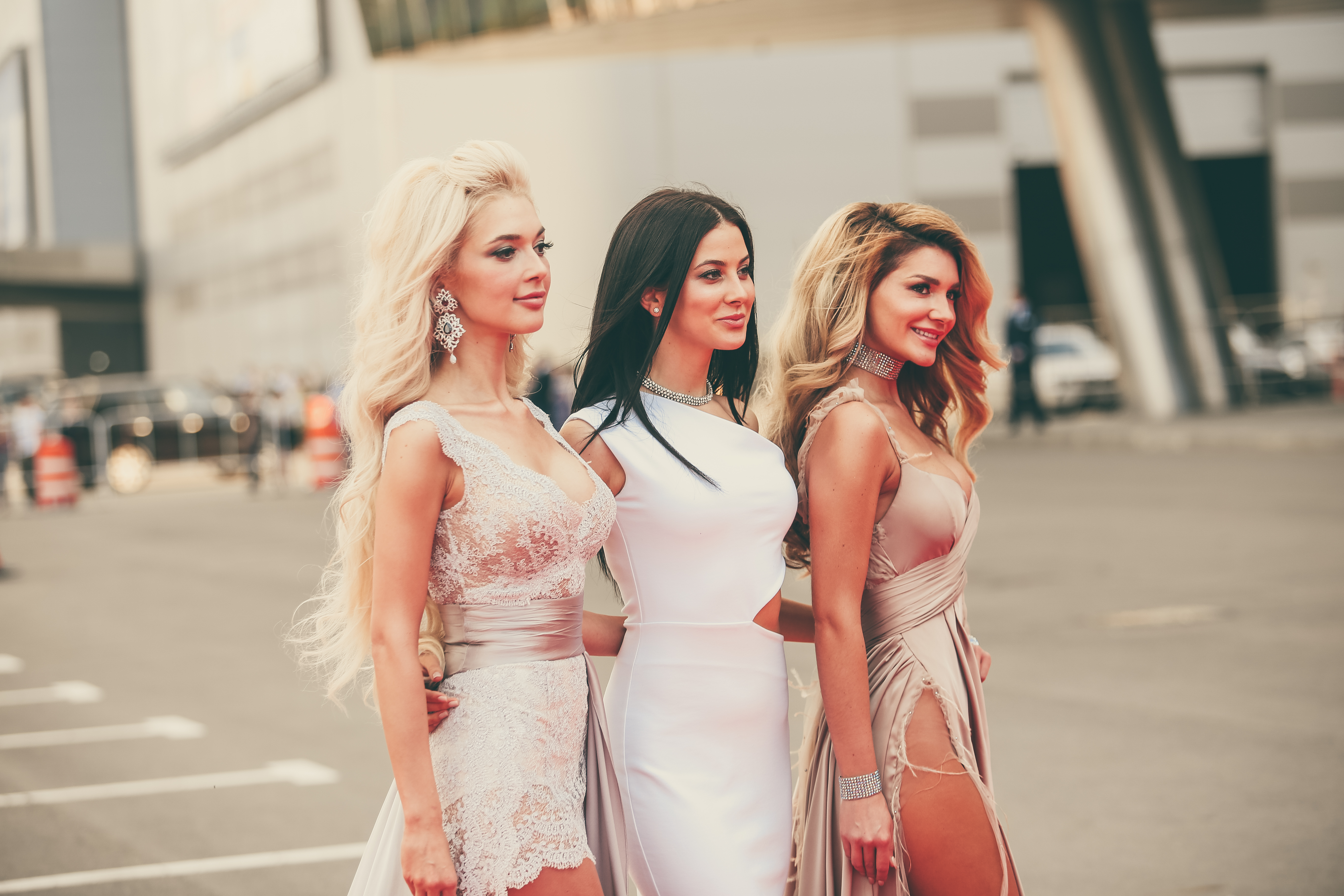

На шоу Хочу до «ВІА Гри» познайомилася з Ерікою Герцег та Анастасією Кожевніковою. Вони склали колектив під керівництвом Надії Мейхер. Як фіналістки виконали нову пісню Костянтина Меладзе «Перемирие».
У 2014 році гурту випустив російськомовний кліп «У меня появился другой», який зібрав найбільшу кількість переглядів 2014-го.
У гурті «ВІА Гра» працювала 5 років, покинула його 25 березня 2018 року.

## Дискографія
Сольні сингли
| Рік  | Сингл                                               | Альбом                          |
| ---- | --------------------------------------------------- | ------------------------------- |
| 2012 | «Невесомая» (рос.)                                  | Сингл без альбому               |
| 2012 | «Не верь мне» (рос.) (Разом з Максом Барських)      | Z.Dance (альбом Макса Барських) |
| 2019 | «MAKEUP» (рос.)                                     | TBA                             |
| 2019 | «Лунная» (рос.)                                     | TBA                             |
| 2019 | «Помада» (рос.)                                     | TBA                             |
| 2019 | «MAXIM» (рос.)                                      | TBA                             |
| 2019 | «Зачем?» (рос.)                                     | TBA                             |
| 2020 | «Кино» (рос.)                                       | TBA                             |
| 2020 | «Ты» (рос.)                                         | TBA                             |
| 2020 | «Любовь не умирай» (рос.) (Разом з Максом Барських) | TBA                             |
| 2021 | «Бармен» (рос.)                                     | TBA                             |
| 2023 | «Зима»                                              | TBA                             |
| 2023 | «Тиша»                                              | TBA                             |
| 2024 | «Переболіло»                                        | TBA                             |

## Відеографія
| Рік  | Кліп                        | Режисер                      |
| ---- | --------------------------- | ---------------------------- |
| 2019 | «MAKEUP» (рос.)             | Макс Барських                |
| 2019 | «Лунная» (рос.)             | Міша Романова, Макс Барських |
| 2019 | «Зачем» (рос.) (Mood video) |                              |
| 2020 | «Кино» (рос.) (VHR Version) |                              |
| 2020 | «Ты» (рос.)                 | Макс Барських                |
| 2021 | «Бармен» (рос.)             | Юрій Двіжон                  |
| 2024 | «Переболіло»                | Ovanes Gambaryan             |